# Carlo Gnocchi
Carlos Gnocchi (San Colombano al Lambro, 25 de octubre de 1902 - Milán, 28 de febrero de 1956) fue un sacerdote italiano, creador de la "Fondazione Pro Juventute" (actual Obra Don Gnocchi), que ayuda a los niños con discapacidad múltiple.

## Su infancia y juventud
Nació en San Colombano al Lambro, villa cercana a Milán, en 1902, en el seno de una familia rural. Fue ordenado sacerdote en 1924, también fue profesor de teología y religión en colegios, liceos y universidades de su ciudad natal.

## Su obra
Durante la Segunda Guerra Mundial fue oficial y capellán del Batallón Alpino (Cuerpo de Infantería de Montaña) del Ejército Italiano (1941-1945). En aquellos momentos el Padre Gnocchi (o Don Gnocchi, como es llamado en Italia), concibe la idea de crear una fundación que ayude a los niños mutilados y discapacitados físicos y psíquicos por causa de la guerra. Así, en 1942, nació su obra máxima, la "Fondazione Pro Juventute" (hoy Obra Don Gnocchi). Un año más tarde tuvo una audiencia con el Papa Pío XII, en la cual presentó su fundación.

## Sus últimos días
Falleció de un cáncer al páncreas en Milán en 1956, a la edad de 53 años. Su proceso de beatificación comenzó en 1962, y fue declarado Venerable por el Papa Juan Pablo II en 2002. Beatificado por el Papa Benedicto XVI, el 25 de octubre de 2009.
Su vida es recordada, actualmente, a través de un film de la RAI, titulada "El ángel de los niños".